# Нестиме
Нèстиме или Нèстим (на гръцки: Νόστιμο, Ностимо, катаревуса: Νόστιμον, Ностимон, до 1928 година Κουφοξυλιά, Куфоксилия, до 1927 година Νιστήμιον, Нистимион) е село в югозападната част на Егейска Македония, Гърция. Селото е част от дем Хрупища, административна област Западна Македония.

## География
Селото е разположено в най-източните склонове на планината Одре (Одрия) в областта Костенария (Кастанохория) на 18 километра южно от Хрупища (Аргос Орестико). Землището на селото е 9 km2.
Между Нестиме и съседното село Бела църква (Аспроклисия) има запазена вкаменена гора. В селото има Палеонтологически и палеоботанически музей.
Централната църква на селото е „Света Троица“. Югозападно от Нестиме, в Одре по пътя за Жужелци (Спилеа) е параклисът „Преображение Господне“, построен в 2021 година.

## История

### В Османската империя
В миналото селото е било малко по-южно от сегашното му местоположение в местността Старо Нестиме (Палео Ностимо), където сега има развалини на къщи и са разположени църквите „Свети Анастасий“ и „Свети Архангели“. Селото е разрушено по времето на Али паша Янински и се премества на сегашното място.
В края на XIX век Нестиме е българско село в Населишка каза на Османската империя. Около 1868 година в селото е открито гръцко училище. В 1897 година български дейци правят опит да убият гръцкия учител Георгиос Панайотидис от съседното село Виделуща, но той се спасява с помощта на поп Яни Анагност.
Според статистиката на Васил Кънчов („Македония. Етнография и статистика“) в 1900 година Нестимъ има 260 жители българи християни.
На Етнографската карта на Битолския вилает на Картографския институт в София от 1901 година Нестима е чисто българско село в Костурската каза на Корчанския санджак с 60 къщи. Същевременно Нестин е чисто българско село в казата Населица на Серфидженския санджак с 40 къщи.
В началото на XX век християнските жители на Нестиме са под върховенството на Цариградската патриаршия. Според Христо Силянов през април 1904 година Нестимъ минава под върховенството на Българската екзархия, но според секретаря на екзархията Димитър Мишев („La Macédoine et sa Population Chrétienne“) в 1905 година в Нестин има 320 българи патриаршисти гъркомани.
В 1904 година при реорганизацията на Костенарийския революционен район след Илинденско-Преображенското въстание, в Нестиме е създаден революционен комитет на Вътрешната македоно-одринска революционна организация. На 9 май 1904 година кметът на Нестиме Хараламби (Ламбро) Пагунадов предава Костенарийската чета на ВМОРО, която попада на засада на път за Долени и води сражение.
На 8 ноември 1904 година, празника на Свети Архангел Михаил, Костенарийската чета на ВМОРО в състав Костандо Живков, Киряк Шкуртов, Тома Желински и Никола Добролитски обсажда нестимския параклис „Свети Архангели“, разположен югозападно над селото. Затварят вратите на църквата, в която е и кметът предател Ламбро Пагунадов, и карат свещеника на продължи службата. След края Живков и Шкуртов държат реч, в която заявяват, че не се борят за злато, а за човешки правдини и отвън Пагунадов,  който е и лидер на гръцкия комитет, е съсечен. Бруталното убийство прави голямо впечатление в Нестиме и околните села и гръцкият комитет, начело с поп Стерьос Панайотидис от Виделуща, се събира на съвещание в Жиковищкия манастир. На 8 ноември 1906 година, отново в деня на празника на Архангел Михаил, в едноименната църква се отслужва служба и панихида за упокой на душата на Ламбро Пагунадов. Участие взимат свещениците поп Стерьос (или Стилиянос) Панайтидис, поп Стерьо Кирадов от Либешево, поп Никола Апостолов от Долени, поп Константин Попкостов и поп Теохар Попконстантинов, баща и син свещеници от Нестиме, поп Танасис Папатанасиу от Чърчища и поп Пасхал Попгеоргиев от Жиковища. На панихидата присъстват няколко жители от околните села, както и водачите на гръцките чети капитан Вардас и капитан Никола Белов с четите си. В 1996 година пред параклиса е поставена мраморна плоча в памет на Пагунадов. През май 1905 година поп Яни, свещеник в Шкрапари, е убит от гръцки андарти в църквата на Шкрапари, защото казал, че българите са по-справедливи.
В 1906 година селото пострадва от гръцки андартски нападения. Според Георги Константинов Бистрицки Нестиме преди Балканската война има 30 български и 20 помашки къщи.
В Екзархийската статистика за 1908/1909 година Атанас Шопов поставя Нестин в списъка на „българо-патриаршеските, полупогърчени села“ в Населичка каза.
Според Георгиос Панайотидис, учител в Цотилската гимназия, Нестиме (Νεστήμι) в 1910 година има 60 „българогласни“ семейства - 43 християнски и 17 мюсюлмански. Християнските са „от стари времена с гръцко съзнание и никога не са се поддали към отстъпване въпреки увещанията и натиска на комитаджиите. Миналата година в Драма, където работят като мелничари, под действията на Паница част от търговците, за да не загубят насъщния си хляб, се принудиха да приемат славянската идея“. В селото работи начално гръцко училище с 1 учител и 35 ученици мъже.
На етническата карта на Костурското братство в София от 1940 година, към 1912 година Нестиме е обозначено като българско селище.

### В Гърция
През войната селото е окупирано от гръцки части и остава в Гърция след Междусъюзническата война. 
В 1918 година землището на селото заедно с Жиковища (Спилиос) и Либешево (Агиос Илияс) е прехвърлено от Костурската епархия в Сисанийската и Сятищка епархия.
Боривое Милоевич пише в 1921 година („Южна Македония“), че Нестими има 55 къщи славяни християни и 15 къщи славяни мохамедани.
В 1922 година малкото мюсюлмански семейства се изселват в Турция и на тяхно място са настанени същия брой гърци бежанци.
В 1927 година селото е прекръстено на Куфоксилия, но на следващата името му отново е сменено на Ностимон. В документ на гръцките училищни власти от 1941 година се посочва, че в Нестиме:
| „ | населението е славянско... говори се на гръцки и на славянски. | “ |

Населението произвежда предимно жито, като се занимава и частично със скотовъдство.
Селото пострадва силно по време на Гражданската война (1946 - 1949). След войната много от жителите на селото емигрират отвъд океана.
Църквата „Света Троица“ се смята, че е изградена заедно със селото в XVIII век. По-късно е разрушена и на нейно място е издигнат по-голям храм базилика с женска църква. В 1952 година поради пукнатини в стените сградата е разрушена и построена наново.
В 1972 година Нестиме, Либешево (Агиос Илияс) и Жиковища (Спилиос) са откъснати от ном Кожани и предадени на ном Костур. В църковно отношение трите села обаче продължават да са част от Сисанийската и Сятищка епархия.
| Име           | Име          | Ново име | Ново име | Описание                                       |
| ------------- | ------------ | -------- | -------- | ---------------------------------------------- |
| Селища        | Σέλιστα      | Врисес   | Βρύσες   | река на С от Нестиме, десен приток на Галешово |
| Думба         | Ντόμπα       | Орихея   | Όρυχεϊα  | връх в Одре на С от Нестиме (931,8 m)          |
| Старо Нестиме | Παλιό Νεστίμ | Ламброс  | Λάμπρος  | възвишение в Одре на З от Нестиме              |

| Година    | 1913 | 1920 | 1928 | 1940 | 1951 | 1961 | 1971 | 1981 | 1991 | 2001 | 2011 | 2021 |
| --------- | ---- | ---- | ---- | ---- | ---- | ---- | ---- | ---- | ---- | ---- | ---- | ---- |
| Население | 451  | 498  | 410  | 455  | 266  | 261  | 200  | 191  | 147  | 115  | 108  | 73   |

## Личности
Родени в Нестиме
- Васил Зисов (Βασίλειος Ζήσης), гръцки андартски деец, агент от ІІІ ред[31]
- Георги Тръндов (Γεώργιος Τράντας), гръцки андартски деец, агент от ІІІ ред[31]
- Георги Филипов (Γεώργιος Φιλίππου), гръцки андартски деец, агент от ІІІ ред[31]
- Дачо, български революционер, деец на ВМОРО, убит[32]
- Димитър Апостолов (Δημήτριος Αποστόλου), гръцки андартски деец, агент от ІІІ ред[33]
- Константин Попкостов (Παπακωνσταντίνος Παπακώστας), гръцки свещеник в селото в началото на XX век[7]
- Петър Пагодоников (Πέτρος Παγοδονίκας), гръцки андартски деец, агент от ІІІ ред[31]
- Петър Фотев (Πέτρος Φώτης), гръцки андартски деец, агент от ІІІ ред[31]
- Теохар Попконстантинов (Παπαθεοχάρης Παπακωστας), гръцки свещеник в селото в началото на XX век[7]
- Хараламби Пагунадов (? - 1904), кмет на селото и деец на гръцкия комитет, убит от български дейци[7]
- Яни Друнгов, български революционер, деец на ВМОРО[14][34]

- Експонати от Палеонтологическия и палеоботанически музей
- Челюст и зъб на акула
- Вкаменена раковина
- Вкаменено дърво